# Giovanni Acerboni
Giovanni Acerboni (Brescia, 12 aprile 1908 – Brescia, 25 marzo 2010) è stato un calciatore italiano.
Giocò quattro stagioni in Serie A col Brescia prima di passare al Siena in Serie C e all'Atalanta in Serie B. Chiuse la sua carriera nella Trivellini.
Muore il 25 marzo 2010, all'età di 101 anni.

## Caratteristiche tecniche
Era un difensore duro sempre pronto nei contrasti.

## Carriera
Iniziò a giocare in giovane età all'Oratorio della Pace, dove venne visionato dal Brescia. I lombardi lo inserirono nelle giovanilì e, il 18 dicembre 1927, debuttò in Serie A nella partita Brescia-Padova (1-0).
Nella stagione 1927-1928 collezionò in tutto 10 presenze. L'anno successivo giocò 8 partite mentre nel 1929-1930 partecipò al campionato con la squadra riserve.
Nelle ultime due stagioni disputò 10 partite (5 per stagione) prima di passare, a causa della retrocessione bresciana in Serie B, al Robur Siena. L'ultima partita con le rondinelle fu Ambrosiana-Brescia (5-0), giocata all'Arena Civica il 21 febbraio 1932.
Con i toscani partecipò al campionato di Prima Divisione, l'equivalente della futura Serie C1, e venne così notato dall'Atalanta che lo acquistò. A Bergamo rimase un anno in Serie B, per poi passare alla Pirelli Milano, in seconda divisione. Dopo un anno nella squadra di Brescia fondata dal suo vecchio compagno di squadra Giuseppe Trivellini, la Trivellini, decide di concludere la propria carriera.